# Мукар
Мукар — село на північному заході Лакського району Дагестану.
До райцентру 18 км.
Разом з селами Урі, Камахал, Палісма, Курхі та Кіхарчі утворюють магал, що в народі здавна називають Мукархі.
1946 року відкрито школу і дитсадок.
1886 року тут було 79 дворів. В 1914 в Мукар проживало 429 людей, а в 1929 — 250 людей в 75 дворах.